# Blas Serrano
Blas Serrano (¿?-Tudela, c. abril de 1784) fue un organista, compositor y maestro de capilla español.

## Vida
Se desconoce tanto el origen como la formación musical de Blas Serrano.
Las primeras noticias que se tienen de él son de su aparición entre los siete pretendientes al cargo de organista de la iglesia de Santa María de Tafalla (Navarra) en 1739. No consiguió el cargo, que fue para Matías Martínez de Espronceda. Sin embargo, en 1745 se le menciona como organista de ese mismo templo de Tafalla.
Se desconoce la fecha de su llegada a Tudela (Navarra), donde pasaría la mayoría de su vida profesional. Fue organista de la Colegiata de Santa María de Tudela desde por lo menos 1745 y lo seguía siendo cuando el 11 de octubre de 1749 se le nombró maestro de capilla, tras el fallecimiento de Diego Amillano. No dejaba su cargo anterior, por lo que simultaneó la organistía y el magisterio, percibiendo un salario de 1000 reales y parte y media de las funciones de la capilla. En 1761 se aumentaba el salario del magisterio en 10 ducados, pasando a ser de 70 ducados anuales. El aumento de salario probablemente fue debido a la llegada de Juan Antonio Múgica en 1761, que además de tomar las responsabilidades del maestro de capilla era tenor. Serrano continuó en su cargo de organista de la colegiata tudelana.
Se sabe que Serrano estuvo casado y que su mujer falleció en 1774, siendo enterrada en la Colegiata de Tudela. El cabildo le perdonó la ofrenda y marco de sepultura por la conocida pobreza del músico. En 1773 aparece en las actas un infante del coro llamado Blas Serrano, hijo del organista. Para distinguirlos, la bibliografía suele denominar al padre Blas Serrano I y al hijo Blas Serrano II, que también llegó a ser organista de la Colegiata desde 1784.
En 1777 formó parte del tribunal para las oposiciones la organistía de la Catedral de Pamplona, que ganó José Ferrer. En 1806 seguía como organista en Tudela, lo que se conoce por su informe sobre el nuevo órgano de la parroquia de El Rosario de Ablitas (Navarra).
Se desconoce la fecha o el lugar de fallecimiento de Serrano, aunque es de suponer que fuese en Tudela. Las actas capitulares de la Colegiata indican que, tras el fallecimiento del padre, se decidió entregar la organistía al hijo, que ejercería el cargo a partir del 22 de abril de 1784.

## Obra
Resulta problemático distinguir las obras de Blas Serrano padre de las del hijo, lo que se multiplica si se tiene en cuenta que existen numerosas composiciones que simplemente están firmadas como «Serrano», lo que permite suponer su autoría en otros compositores apellidados Serrano, como Pedro Serrano, maestro de capilla de la Catedral de Santo Domingo de la Calzada a finales del siglo XVI.
La obra que más se relaciona con Blas Serrano es una Sonata en Si Bemol para tecla que fue publicada en 1925 por Joaquín Nin en su Clasiques espagnols du piano. Newman habla de que esta sonata es más avanzada para su época que otras de compositores españoles y Linton Powell la califica de «deliciosa aria italiana». Pero es probable que la composición fuese del hijo, Blas Serrano II.: 334 
Entre las composiciones que pueden confirmarse se encuentran:
- Formad al punto, villancico a 3 voces y acompañamiento;
- Si el nombre de Ventura (1751);
- Suene acorde el acento, recitado y aria a cuatro voces.